# کاکه‌گورویی
کاکه‌گورویی (ژاپنی: 賭ケグルイ هپبورن: Kakegurui) یک مجموعه مانگای ژاپنی است که توسط هومورا کاواموتو نویسندگی و به‌وسیلهٔ تورو نائومورا تصویرگری شده است. این سری از مارس ۲۰۱۴ در مجلهٔ گانگان جوکر اسکوئر انیکس در حال چاپ است و فصل‌های آن به تعداد هجده جلد تانکوبون تا ژوئیه ۲۰۲۴ جمع‌آوری شده است. در آمریکای شمالی، این مانگا مجوز انتشار به زبان انگلیسی را از ین پرس دریافت کرده است. این مجموعه انیمه توسط نتفلیکس در خارج از ژاپن مجوز گرفته و پخش شده است.
داستان این انیمه دربارهٔ دختری به نام یومکو است که به مدرسه قماربازان می‌رود و …

## داستان
این داستان درمورد دبیرستان خصوصی هیاکاکو قرار است، یک دبیرستان درجه یک که فرزندان ثروتمندترین و با نفوذترین افراد ژاپن و بسیاری از رهبران و متخصصان آینده را در بین دانش آموزان تشکیل می‌دهد. با این حال، سلسله‌مراتب دانش‌آموزان در این مدرسه بر اساس عملکرد تحصیلی یا توانایی ورزشی تعیین نمی‌شود، بلکه قمار تعیین می‌کند. دانش آموزان با کمک‌های مالی خود به شورای دانش آموزی رتبه‌بندی می‌شوند، که به یک سیستم پیچیده قمار که دانشجویان پس از کلاس آزادانه در برابر یکدیگر شرط می‌بندند، دامن می‌زند. کسانی که برنده می‌شوند محبوبیت، اعتبار و ارتباطات خود را کسب می‌کنند، در حالی که کسانی که از دست می‌دهند و بدهی می‌گیرند، به بردگان «حیوانات خانگی خانه» تبدیل می‌شوند به هوی و هوس باقی مانده از بدن دانشجویان، ملقب به «هاپو» یا «پیشی» (فیدو در دوبله) بستگی به جنسیت دارد و با برچسب یقه مانند در گردن آن‌ها مشخص می‌شود. حیوانات خانگی که تا زمان فارغ‌التحصیلی قادر به تسویه بدهی خود نیستند، «برنامه زندگی» را دریافت می‌کنند که با پرداخت بدهی‌های خود با زندگی، آینده آنها را دیکته می‌کند.
یک دانش آموز سال دوم دبیرستان که انتقالی گرفته، یومکو جابامی در نگاه اول دختری دبیرستانی زیبا، شاد و باهوش است، اما در اعماق وجود او یک قمارباز وسواسی است که برای هیجان آن قمار می‌کند، برخلاف دانش آموزانی که این کار را برای منافع مالی یا اجتماعی انجام می‌دهند. با قوانین یا منطق بی‌بند و باری، و با توانایی مشاهده استثنایی برای دیدن از طریق کلاهبرداری در قمار، او به سرعت سلسله مراتب مدرسه را مختل می‌کند، و توجه شورای دانش آموزی را که با عصبانیت سعی در متوقف کردن او دارد، جلب می‌کند.

## بازخورد
تا فوریه ۲۰۱۹، از این مانگا بیش از ۵ میلیون نسخه چاپی به فروش رسیده بود.